# Operação Viriato
Operação Viriato foi uma operação militar portuguesa, levada a cabo em 1961, durante a Guerra de Independência de Angola.
A operação foi realizada como resposta aos ataques ao norte de Angola em 1961.

## Operações

### Operação do Rio Lifune/Ponte de Anapasso
Após os bem sucedidos ataques ao norte de Angola em 1961, a União das Populações de Angola (UPA), mais tarde renomeada como Frente Nacional de Libertação de Angola (FNLA), havia declarado a vila de Nambuangongo a capital do Estado Livre de Angola (chamado na mídia portuguesa de "Reino de Nambuangongo"), a primeira experiência de um território libertado angolano com autogoverno após a colonização. A posição que a UPA controlava tinha como marco máximo o Rio Lifune, depois de destruída a ponte sobre o mesmo rio, em Anapasso.
O aparecimento nos meios internacionais da notícia da existência da capital do Estado Livre de Angola em Nambuangongo, provocou em Luanda e Lisboa grande perturbação ao nível mais alto do poder político. Em consequência o Comando-Chefe ordenou a imediata ocupação de Nambuangongo e os estrategas começaram a delinear as tácticas e as manobras operacionais, no sentido de conseguir o desiderato do poder político.
Foi assim estabelecido um plano de ocupação de Nambuangongo, a 'Operação Viriato", que seria realizada do seguinte modo: Três forças autónomas avançariam sobre Nambuangongo por três itinerários convergentes naquela povoação:
- A primeira: Batalhão de Caçadores (BC) 114, com base na região de Caxito/Mabubas, avançaria por Anapasso, Quicabo, Balacende, Quissacala, Beira Baixa, Bela Vista, Onzo, Nambuangongo;
- A segunda: Batalhão de Caçadores 96, com base em Úcua e contornando a Pedra Verde, avançaria por Pedra Boa, Quibaxe, Quitexe, Mucondo, Muchaluando, Onzo, Nanbuangongo;
- A terceira: Companhia de Caçadores (CC) 158, com base na região de Ambriz, avançaria na direcção nascente por Zala, Onzo, Nambuangongo.

No dia 4 de julho de 1961, o 3.º Pelotão da CC 115, estacionado no Caxito, recebe a missão de explorar/abrir o itinerário até ao Rio Lifune, garantindo segurança ao tenente António Varela, engenheiro (e mais tarde comandante) da Companhia de Sapadores 123, que, em Anapasso, avaliaria o estado e danos sofridos pela ponte ali existente, elaborando o projecto para a sua recuperação, pois era uma obra essencial para o atravessamento do rio Lifune e progressão para norte na direcção de Quicabo-Nambuangongo. O Rio Lifune era mesmo considerado pelos guerrilheiros da UPA a fronteira sul da Zona Libertada de Nambuangongo.
Depois de um percurso de 15 a 20 km por uma picada inexplorada, cheia de abatises, de pequeno porte pelo facto de a mata naquela zona ser tipo savana, chegados a Anapasso, foi encontrada a procurada ponte com o tramo central do tabuleiro caído, cortando completamente a possibilidade de passagem de viaturas entre as margens do rio.
À entrada da ponte, na margem esquerda estava colocada uma marcação guerrileira da UPA. A força garantiu a realização dos trabalhos de recuperação da ponte enquanto garantiu a segurança dos arredores, tomando a Fazenda Maria Amélia, em Anapasso, localizada junto à ponte, e que era essencialmente constituída por um imenso pomar de laranjeiras ao longo do Rio Lifune, na margem esquerda.